# Famille de Rambures
La famille de Rambures est une famille française originaire de Picardie. Elle compte parmi ses membres des militaires et un homme politique.
Par ailleurs une branche de la famille Borel de Brétizel a relevé ce nom.
La branche Fresseneville également. Non voir ci-dessous 

## Histoire
Arnaud Clement écrit, dans une publication en ligne intitulée La noblesse française, que la famille de Rambures, d'extraction féodale, est originaire de Picardie. La branche de Rambures de Poireauville a été maintenue noble par arrêt du 30 octobre 1599 de la Cour des Aides puis maintenue ou confirmé successivement le 21 février 1630, en octobre 1633, le 23 janvier 1666, le 20 février 1699, le 21 mars 1699 et le 6 mars 1700. Toutefois, cette branche s'est éteinte en ligne masculine en 1918, puis en ligne féminine en 1976. Entre-temps, le nom a été relevé par une branche de la famille Borel de Brétizel par arrêt du Conseil d’État du 4 février 1931 et par un décret du 11 avril 1931, branche à laquelle appartient notamment Jean-Louis Borel de Brétizel de Rambures.
La branche cadette de Rambures dite de Fressenneville appelée Rambure après la révolution a obtenu la rectification de son nom en de Rambures au TGI de Lorient en 1999, le bien fondé de sa demande ayant été reconnue par le TGI.

## Personnalités
- David de Rambures (1364-1415)
- Jacques de Rambures  (1428-1488)
- André de Rambures (1395-1449)
- Charles de Rambures (1572-1633)
- Adalbert de Rambures (1811-1892)

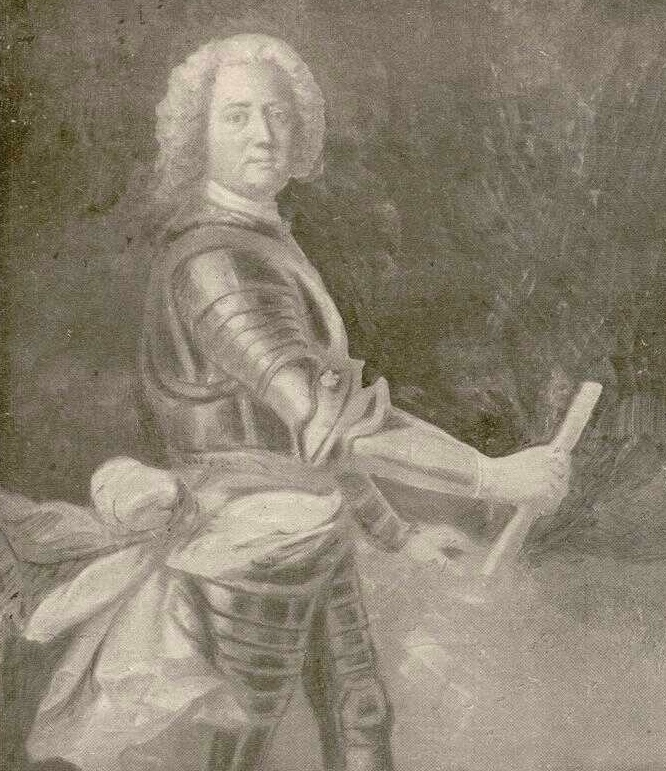
Charles de Rambures
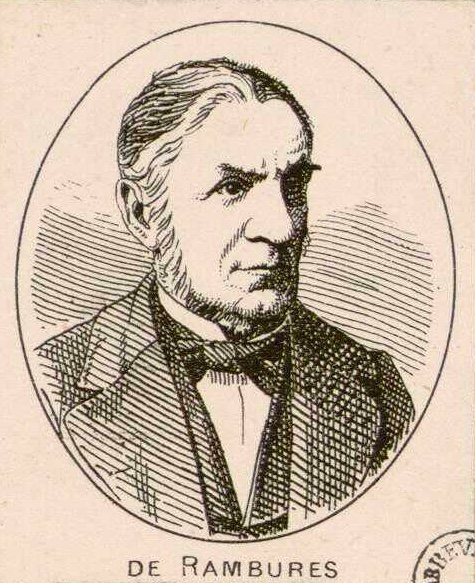
Adalbert de Rambures

## Filiation

### Branche aînée
- Anson de Rambures, chevalier, assista en 1058 à une assemblée de la cour du roi de France Henri Ier, à Cambrai;
  - David de Rambures;
    - Jean de Rambures (mort pendant le siège de Saint-Jean-d'Acre en juin 1191), épouse le 16 avril 1178 Hawise de Bournonville;
      - Robert de Rambures (mort en 1228), leur fils, épouse en 1190 Ide de Melun;
        - André de Rambures, leur fils aîné;
        - Jean Ier de Rambures, frère cadet du précédent, gouverneur de Guise, épouse Liutgar de Walincourt;
          - Carbonnel de Rambures, leur fils aîné;
          - Robert de Rambures (mort le 26 août 1346), frère du précédent, épouse Guillemette Tyrel de Poix (morte en 1357). Il mourut à la Bataille de Crécy;
          - Hugues de Rambures (mort en 1356), frère cadet du précédent, épouse Jeanne de Drucat;
            - Enguerrand de Rambures, leur fils aîné;
            - Jean II de Rambures (mort en 1364), frère cadet du précédent, gouverneur d'Arras en 1360, épouse Jeanne de Cambron;
              - Guillaume de Rambures (mort en 1403), leur fils aîné;
              - André Ier de Rambures dit Andrieu, (mort en 1405), chevalier, seigneur de Rambures, conseiller et chambellan du roi, capitaine de Boulogne-sur-Mer et Gravelines, épouse Jeanne de Brégny. Mort au siège de Marck.
                - David de Rambures (1er janvier 1364-25 octobre 1415), écuyer, puis chevalier, seigneur de Rambures, leur fils aîné, épouse le 5 mai 1394 Catherine d’Auxy, (famille d'Auxy). Il mourut avec trois de ses fils à la Bataille d'Azincourt[Note 1].
                  - Florent de Rambures, fils cadet , écuyer en 1411 portait les armes inversées de celles de  la branche aînée.
                    - (voir branche de Rambures-Poireauville)

                  - Jean de Rambures, fils de David de Rambures et de Catherine d'Auxy, mort à Azincourt;
                  - Hugues de Rambures, son frère mort à Azincourt;
                  - Philippe de Rambures, son frère, mort à Azincourt;
                  - André II de Rambures (~1395 - 12 août 1449), seigneur de Rambures, frère cadet du précédent, épouse en 1423, Péronne de Créquy;
                    - Jacques de Rambures (~1428 - après 1488), chevalier, seigneur de Rambures, Escouy, Durcat, Dompierre-sur-Authie etc., leur fils, épouse avant le 9 avril 1448 Marie-Antoinette de Berghes-Saint-Winoc;
                      - André III de Rambures (lmort après le 10 mars 1512), leur fils, chevalier, seigneur de Rambures, conseiller et chambellan du Roi, sénéchal et Gouverneur de Ponthieu en 1492, Maître des Eaux-et-Forêts de Picardie, fonde le Couvent des Minimes d’Abbeville. Il épousa Johanna van Halewijn (Halluin), fille de Louis de Piennes, Gouverneur de Picardie;
                        - Jean III de Rambures (~1500 - après 1558), leur fils, seigneur de Rambures, comte de Dammartin, échanson du Roi, maître des Eaux-et-Forêts de Picardie et de Ponthieu. Il reçut du roi François Ier le comté de Guînes en 1519. Il épousa Anne de La Marck (morte avant 1538), puis Françoise d'Anjou-Mézières, fille de René d'Anjou-Mézières, veuve de Philippe de Boulainvilliers ;
                          - Jean IV de Rambures (~1543 - 7 février 1591 à Abbeville), fils de Jean III et Françoise d'Anjou, seigneur de Rambures, Hornoy et Dompierre, chevalier de l’Ordre de Saint-Michel, capitaine d’une compagnie d’ordonnance de 50 hommes d’armes. épouse, le 24 juin 1571 à Abbeville, Claude de Bourbon-Vendôme-Ligny (1550 - 1620), fille aînée de Claude de Ligny, Gouverneur de Doullens (branche naturelle capétienne issue du comte Jean VIII - Maison de Bourbon-Ligny)
                            - .Charles Ier de Rambures dit « Le Brave Rambures » (~1572 ou 75 - 13 janvier 1633 à Paris), fils de Jean IV de Rambures et de Claude de Bourbon-Vendôme, seigneur de Rambures, chevalier de l'Ordre du Saint-Esprit, gouverneur de Doullens et du Crotoy, mestre de camp du régiment de Rambures, épouse en premières noces, Marie de Montluc, dame de Bohain, Oisy et Beaurevoir, et en secondes noces, en 1620, Renée de Boulainvilliers, dame de Courtenay, châtelaine de Vaudreuil, sa cousine car arrière-petite-fille de Françoise d'Anjou et Philippe de Boulainvilliers évoqués plus haut ;
                              - Charles(-René) II de Rambures (~1622 - 11 mai 1671 à Calais) fils de Charles Ier de Rambures et de Renée de Boulainvilliers, marquis de Rambures, comte de Courtenay, épouse le 5 avril 1656, Marie de Bautru ;
                              - François de Rambures (mort en 1642 à Honnecourt) frère du précédent, colonel, tué à la tête du régiment de Rambures ;
                              - Charlotte de Rambures, sœur du précédent, épouse le 14 mars 1645, François de La Roche, marquis de Fontenilles ;
                                - (voir Famille de La Roche-Fontenilles)

                              - Louis-Alexandre de Rambures (~1658 - 29 juillet 1676 en Alsace), fils de Charles-René de Rambures et de Renée de Boulainvilliers, marquis de Rambures, colonel du régiment de Rambures, tué accidentellement par une mousquetade à la tête, dernier membre de la branche aînée de la Maison de Rambures ;
                              - Marie-Renée de Rambures de Renel de Courtenay, sœur du précédent, épouse Just-Joseph François d’Ancezune-Cadart, duc de Caderousse, aide de camp de Louis XIV, sans postérité. À sa mort, les possessions et titres de la famille de Rambures passèrent à la famille de La Roche-Fontenille, la banche de Rambures-Poireauville étant écartée de la succession parce que protestante ;
                              - Marie-Armande de Rambures de Renel de Courtenay (morte en 1706), sœur de la précédente, fille d’honneur de la Dauphine, épouse le 22 avril 1686, Scipion-Sidoine Apollinaire Gaspard, marquis de Polignac, lieutenant-général des Armées du Roi ;

                            - Geoffroi de Rambures (mort en février 1608), frère du précédent ;
                            - Antoinette de Rambures, sœur du précédent, épouse en 1593 à Olhain, Jean de Bergues-Saint-Winoc ;
                            - Françoise-Anne de Rambures, sœur de la précédente, épouse Louis de Servin, seigneur de La Grève, Pinochet et Saint-Bommer (mort le 19 mars 1626) avocat-général au parlement de Paris, conseiller d’État;

                          - André de Rambures (mort en 1558 lors de la prise de Gravelines), son frère;
                          - Oudart de Rambures (mort en 1562 sous Rouen), comte de Dammartin, le 5 décembre 1548, son frère;
                          - Philippe de Rambures (mort en 1584), maître des Eaux-et-Forêts de Picardie, son frère cadet;

### Branche de Rambures-Poireauville, dite «protestante»
- Nicolas (alias Jean ?) de Rambures, fils de Florent de Rambures, écuyer, possède les fiefs de Vaudricourt et de Brutelles, réside à Saint-Valery-sur-Somme en 1435 ;
- Jean de Rambures (mort après 1515), son fils, écuyer, seigneur de Poireauville, lieutenant de la Ville de Saint-Valery-sur-Somme en 1501 ; épouse en 1482, Jeanne de Saint-Blimond, dame de Poireauville ;
- Antoine de Rambures, en religion ;
- Adrien de Rambures, frère du précédent, écuyer, seigneur de Poireauville, archer des Ordonnances du Roi, épouse en premières noces, Isabeau de Hondecoustre (ou Haudecoustre) et en secondes noces, Catherine Delcourt ;
- Jean de Rambures, frère du précédent archer des ordonnances du Roi dans la même compagnie en 1535 ,fils cadet ;

(voir branche de Rambures-Fressenneville)
- François de Rambures, frère du précédent, prêtre ;
- Claude de Rambures, frère ou sœur du précédent ;
- Anne de Rambures, sœur du précédent, épouse de ? Belleperche, écuyer ;
- Jeanne de Rambures, sœur de la précédente ;
- Simon de Rambures (mort en 1570) fils de Jean de Rambures et de Jeanne de Saint-Blimond, écuyer, seigneur de Poireauville, homme d’armes des Ordonnances, épouse en premières noces, Jacqueline Roussel et après 1495, en secondes noces ? ;
- Claude de Rambures (morte en 1615), sœur du précédent, épouse Lancelot de Bacouel, écuyer, seigneur d'Inval ;
- Charles de Rambures (mort en 1550), frère de la précédente ;
- François de Rambures (mort en 1627), fils de Jean de Rambures et de Michelle de Carpentin, écuyer, seigneur de Poireauville, épouse en premières noces, le 20 février 1599, Marie d’Aigneville, en deuxièmes noces, ?, en troisièmes noces, le 28 janvier 1605, Elisabeth Le Conte de Nonant (morte en 1632) ;
- Philippe de Rambures, frère du précédent, seigneur de Hulleux, épouse en premières noces, Madeleine Lallemant et en secondes noces ? ;
- Gédéon de Rambures, frère du précédent ;
- Anne de Rambures (morte en 1593), sœur du précédent ;
- Jephté de Rambures, fils de François de Rambures et d’Élisabeth Le Conte de Nonant, écuyer, seigneur de Poireauville, épouse en premières noces, le 22 janvier 1642, Suzanne d'Inval et en secondes noces, le 10 mars 1643, Madeleine de Willart ;
- Benjamin de Rambures, frère du précédent, seigneur de Courcelles ;
- Madeleine de Rambures, sœur du précédent, épouse le 1er juin 1638, Antoine Tillette, seigneur de Maisnil ;
- Élisabeth de Rambures, sœur de la précédente ;
- Zaël de Rambures, sœur de la précédente, épouse le 28 juin 1640, Abraham de La Fitte, écuyer, capitaine de Chevau-Légers ;
- Marie de Rambures, sœur cadette de la précédente, épouse Daniel Le Sueur, écuyer, seigneur de Val-Cayeux ;
- Daniel-François de Rambures, fils de Jephté de Rambures et de Madeleine de Willart, chevalier, seigneur de Poireauville et de Branlicourt, épouse le 22 octobre 1672, Anne d’Urre ;
- Elisabeth de Rambures, sœur du précédent, épouse Gaspard d'Urre, chevalier, seigneur de Bertonval ;
- Suzanne de Rambures, sœur cadette de la précédente, épouse, le 1er mars 1697, Louis d'Urre, chevalier, seigneur de Hiermont ;
- Claude de Rambures (né en 1675), fils de Daniel-François de Rambures et d'Anne d’Urre, chevalier, seigneur de Poireauville et de Branlicourt, épouse le 10 septembre 1702, Charlotte-Françoise Elisabeth de Calonne-Coquerel ;
- Claude de Rambures, leur fils, seigneur de Poireuville, sans postérité ;
- Joseph de Rambures, frère du précédent, seigneur de Poireauville, de Vaudricourt, de Hiermont et de Bouchon, capitaine de cavalerie et porte-étendard des Gardes du Corps du Roi - Compagnie Écossaise ; épouse le 26 juin 1765, Marie-Catherine de Colliveau ; postérité dont Claude-Henri, vicomte de Rambures d’où Aldebert-Alexandre Roger de Rambures, député ;
- Marie-Françoise Claudine Charlotte de Rambures, sœur du précédent, épouse Augustin-César de Carpentin, chevalier, seigneur de Berteville et d'Ellencourt ;
- Léonore de Rambures, sœur de la précédente, abandonne ses droits sur la seigneurie de Bouchon à son frère Joseph, en 1697 ;
- Marie-Madeleine de Rambures, sœur cadette de la précédente, cède à Joseph, en 1719, ses droits sur la seigneurie de Bouchon[2].

### Branche de Rambures-Fressenneville
- Jean de Rambures, lieutenant de Fressenneville, fils de Jean de Rambures, archer sous messire Oudart du Biez et neveu d'Adrien de Rambures ;
- Antoine de Rambures, fils du précédent,
- Nicolas  Ier de Rambures dit « La Marche » (1601-1686), cavalier puis bourgeois de la ville d'Arras , son fils, réside à Arras en 1630 - 1640;
- Nicolas II  de Rambures (1625 - 1704), bourgeois de la ville d'Arras et censier de Boves, fils du précédent époux de Isabelle Hublard ;
- Jean de Rambures dit « La Rose et Picardie » (1609 à Fressenneville - 18 février 1703) cavalier puis bourgeois de la ville d'Arras, frère cadet de Nicolas de Rambures ;
- Jean de Rambures fils du précédent ;
- Philippe de Rambures ;
- Jean-Philippe Ier de Rambures, fils de Jean dit « La Rose et Picardie », bourgeois de la ville d'Arras (1661 à Arras - 8 août 1697 à Arras), épouse Marie-Marguerite Renault ;
- Jean-Philippe II de Rambures, (né le 22 juillet 1687 à Arras), bourgeois de la ville d'Arras, leur fils, époux de Marie - Françoise Wallet ;
- Augustin Joseph de Rambures, leur fils (né le 9 janvier 1724 - 2 août 1793), bourgeois de la ville d'Arras, époux de Marie - Françoise de Lachambre ;
- Jean-Joseph  de Rambures, (né le 15 septembre 1689) frère du précédent ;
- André de Rambures, frère du précédent ;
- Charles-François, frère du précédent ;
- Nicolas de Rambures, frère du précédent ;
- Gabriel-Aubert de Rambures, frère du précédent ;
- Marie-Rose de Rambures, sœur cadette du précédent[2] ;

## Pour approfondir